# فرزانه اسعدی
فاطمه مشهور به فرزانه اسعدی متولد سال ۱۳۴۲ در مشهد، مجسمه‌ساز و پیکرتراش ایرانی است. اسعدی هنرمند فارغ‌التحصیل کارشناسی در رشته گرافیک است که به دلیل فعالیت‌های تخصصی موفق به کسب دکترای افتخاری از مرکز هنرهای تجسمی و وزارت فرهنگ و ارشاد ایران شده‌است. همچنین در لبنان لقب قوی‌ترین زن را از آن خود کرد.
وی از اعضای هیئت مؤسس و هیئت مدیره انجمن مجسمه‌سازان ایران است که بسیاری از آثارش در میدان‌های شهر و تماشاگاه‌ها نصب شده‌اند. از او مجسمه‌ای در بیروت برپاست. تا به حال، پیشنهادهایی از کشورهای مختلف از جمله فرانسه برای همکاری‌های هنری دریافت کرده‌است.

## زندگی
اسعدی تحصیلاتش را تا دورهٔ متوسطه در مدارس مشهد گذرانده و از آن پس در دانشکدهٔ هنرهای زیبای دانشگاه تهران در رشته گرافیک و تصویرسازی ادامه تحصیل داد. او از سال ۱۳۶۰ پیگرانه به نقاشی و تصویرسازی پرداخت و از سال ۱۳۶۸ به حجم‌سازی روی آورد و به جای قلم مویین قلم آهنین به دست می‌گیرفت.
سال ۱۳۶۹ فعالیتش را با نمایشگاه گروهی دست اندرکاران حجم آغاز کرد. سال ۱۳۷۲ اولین نمایشگاه انفرادی اش را عرضه کرد و آخرین نمایشگاه انفرادی اش در ایران نیز در سال ۱۳۷۹ بوده‌است. همچنین از سال ۱۳۷۹ تا سال ۱۳۹۰، در نمایشگاههای متعددی در خارج از کشور حضور فعال داشته که مهمترین انها در کشورهای فرانسه، اوکراین، ژاپن و یونان بوده‌است. پیکر حضرت مریم از سنگ سیاه یکدست یکی از کارهای او است.
در سایت پایگاه اطلاع‌رسانی حوزه از حجاب او در هنگام حجاری تقدیر شده‌است. اسعدی بر روی فلز، گچ، سیمان و سفال کار کرده‌است که بین همه آن‌ها تراشیدن سنگ (پیکر تراشی) را به علت دقت و تأمل بیش از حد آن انتخاب کرد. او دارای دو فرزند دختر ویک پسر است که به کار نقاشی و حجمی و موسیقی علاقه دارند.
سبک کاری وی امپرسیونیسم و سورئالیسم است اما به سبک رئالیستی نیز کارهای هنری انجام داده است. او معتقد است هنرمند به دلیل دید وسیعتری که دارد، به درون طبیعت می‌نگرد. به این سبب در بخش سورئالیسم بهتر می‌توان کار کرد.

## برداشتن مجسمه اهدایی اسعدی از ساحل کارون
اواخر سال ۱۳۸۸ شهرداری اهواز وعده کرد که نصب آثار حجمی متناسب با وضعیت اقلیمی و فرهنگ منطقه را برای جبران بخشی از رنج‌های متحمل شده شهر اهواز در سال‌های دفاع مقدس، همچنین شرایط اقلیمی و بحران و خلاء هویت شهری در دستور کار قرار دهد و برای تحقق این امر از مجسمه‌سازان برجسته کمک بگیرد.
نخستین هنرمندی که پذیرفت با شهرداری اهواز همکاری بکند، فرزانه اسعدی مجسمه ساز و پیکرتراش بود که بدون چشم‌داشت مجسمه‌ای مردم اهواز هدیه کرد. اسعدی به تنهایی مجسمه۴ متری با پایه یک و نیم متری برای هدیه به اهواز را ساخت.
فرزانه اسعدی دو مجسمه‌ای را که خود ساخته بود را به مردم اهواز هدیه کرد. یکی از مجسمه‌ها به شکل یک زن و پرنده‌اش که نماد مادر و فرزندان شهیدش بود که بعد از گذشت سه ماه از نصب به دلایل نامعلومی از ساحل رودخانه کارون در شهر اهواز برداشته شد. اسعدی از طریق تماس چند نفر از شهروندان اهوازی از این موضوع با خبر می‌شود. به گفته اسعدی این اثر را به دلیل شاخص‌های شهر اهواز در ایستادگی، مقاومت و از جان گذشتگی شهروندانش در طول دوران جنگ ایران و عراق به تمام آن‌ها هدیه کرد. 
این اثر هنری که فروردین ماه سال ۱۳۹۰ در بخش ساحل شرقی کارون (حوالی پل هفتم و مقابل منطقه عامری) نصب شده بود، با گذشت حدود سه ماه، به دلایل نامعلومی از محل نصب شده برداشته شد. شهرداری اهواز متولی نصب این مجسمه بود اما بعد این جریان مدیرعامل سازمان زیباسازی شهرداری و مدیر روابط عمومی شهرداری اهواز حاضر به پاسخگویی به رسانه‌های محلی در این باره نشدند.

### موضعگیری‌های فرزانه اسعدی
در مقابل این حرکت؛ اسعدی برداشتن مجسمه اهدایی‌اش در اهواز را نوعی توهین به این هدیه دانست و تأکید کرد که اجازه توهین به اثرش را که به مثابه فرزندش است را نمی‌دهد و در صورت نیاز این مجسمه را به همراه خودش باز خواهد گرداند. او می گوید که هر کس از هر اثری برداشت خودش را می‌کند اما داوری نهایی در باره یک اثر هنری کاری کارشناسانه است. این اثر هم باید توسط کارشناسان داوری و قضاوت می‌شد و نباید کسانی که دانش و شناخت هنری ندارند در باره یک اثر هنری تصمیم بگیرند. او در موضعگیری نسبت به این اقدام صورت گرفته گفت 
 تا کی باید دست به آثار نیاکانمان بکشیم و آن‌ها را تقدیس کنیم؟ هر اثری که در تخت جمشید و جود دارد مال گذشته‌است. امروز قرار است انسان‌هایی مثل من چیزی بیافرینند چون نوبت ماست.
ارزش ریالی این مجسمه بیش از ۱۰۰ میلیون تومان است که از سنگ یکپارچه به وزن حدود ۱۶ تن ساخته شده و در نهایت به حدود ۱۲ تن رسیده‌است. اسعدی به تنهایی این مجسمه ۴ متری با پایه یک و نیم متری را ساخته‌است.

### موضعگیری‌های رسانه‌ها
برخی نویسندگان رسانه‌های محلی این رویداد را ادامه و دنباله فضای مخالفت با مجسمه‌ها و تندیس‌ها دانستند که مدتی در تهران ایجاد شده بود دانستند و معتقداند که این مجسمه با تأکید یکی از مقامات برچیده شد.

## آثار مشهور و نمایشگاه‌ها
سه اثر در مجتمع اندیشمندان در کردان، دو اثر در ورودی فرهنگسرای نیاوران، پنج نیم تنه مشاهیر در کتابخانه گفتگوی تمدن‌ها، یادمان زلزله بم در ارگ جدید بم و تندیس پروفسور حسابی (کیش) از مشهورترین آثار فرزانه اسعدی هستند.
آثار اسعدی در نمایشگاههای گونه‌گون داخل و خارج از ایران به نمایش در آمد. از جمله در
- نگارخانه صدر - تهران(۱۳۷۲) - نمایشگاه بین‌المللی تخصصی و صادراتی - تهران (۱۳۷۳)
- ایالت تگزاس - آمریکا (۱۹۹۴)
- سه سالانه حجم - موزه هنرهای معاصر تهران (۱۳۷۴)
- تالار مولوی - دانشگاه تهران (۱۳۷۵)
- سفالگران معاصر - موزه هنرهای معاصر تهران (۱۳۷۵)
- زنان ملی جهان - تهران (۱۳۷۵)
- تالار محراب - تهران (۱۳۷۵)
- زنان ملی جهان در حاشیه با اجلاس سران - تهران (۱۳۷۶)
- نگارخانه «خانه آفتاب»-تهران (۱۳۷۶)
- نمایشگاهی جنبی مجمع جهانی شهریار - تهران (۱۳۷۶)
- همچنین در نمایشگاه هنرهای تجسمی هنرمندان ایرانی در هفته فرهنگی ایران در اوکراین تیز آثار حجمی فرزانه اسعدی به نمایش گذاشته شد.[۱۵] او از همکاران گروه هنری دنا در برگزاری نماشگاه‌های داخلی و خارجی نیز هست.[۱۶]